# Mecostibus mafukae
Mecostibus mafukae är en insektsart som beskrevs av Boris Petrovich Uvarov 1953. Mecostibus mafukae ingår i släktet Mecostibus och familjen Lentulidae. Inga underarter finns listade i Catalogue of Life.